# Singles de Madonna
A lista de singles de Madonna, uma cantora e compositora estadunidense, consiste em 94 lançamentos oficiais e 24 promocionais, além de outras 23 canções que entraram em várias tabelas musicais. Entre esses lançamentos, 44 atingiram o topo nas dez maiores paradas musicais do mundo. Globalmente, Madonna vendeu mais de 100 milhões de singles e é considerada pela Billboard como a segunda artista de maior sucesso da Hot 100. No Reino Unido, seus trabalhos acumularam 64 semanas no top dez, sendo a cantora com mais singles vendidos no país, totalizando 17,6 milhões de unidades. Além disso, Madonna é a artista de maior sucesso nas paradas alemãs, de acordo com a GfK Media Control Charts. Em 2020, foi considerada por a Slant Magazine como "a artista com singles mais bem-sucedidos de todos os tempos".
Em 1982, Madonna assinou contrato com a gravadora Sire, e lançou dois singles antes de seu álbum de estreia homônimo. Sua primeira entrada na Hot 100 foi com "Holiday" (1983), que atingiu a 16ª posição. No ano seguinte, foi lançado "Like a Virgin", que alcançou o primeiro lugar na Austrália, no Canadá e nos Estados Unidos; no segundo, passou seis semanas no topo do gráfico. Em 1985, foi liberado "Crazy for You", o segundo número um da artista nos Estados Unidos, e "Into the Groove" que atingiu o cume do Reino Unido. Seguidamente, Madonna lançou seu terceiro álbum de estúdio, True Blue. Deste trabalho, foram lançados cinco singles, sendo que três deles conquistaram a primeira posição na Hot 100 — "Live to Tell", "Papa Don't Preach" e "Open Your Heart". Os outros dois, a faixa-título e "La Isla Bonita", atingiram a terceira e a quarta posição, respectivamente. A faixa-título do quarto álbum de estúdio da artista, Like a Prayer (1989), tornou-se o sétimo tema da intérprete a culminar na Hot 100, a maior quantidade entre qualquer artista feminina durante a década de 1980, dividido tal recorde com Whitney Houston.
"Vogue", retirada da trilha sonora I'm Breathless, liderou as tabelas musicais do Reino Unido, bem como a Hot 100. Este foi precedido por "Justify My Love" e "This Used to Be My Playground", ambos também atingiram o cume da última tabela supracitada. O quinto álbum de estúdio, Erotica, lançado em 1992, teve apenas duas canções, a faixa-título e "Deeper and Deeper", que alcançaram o top dez nos Estados Unidos. O disco seguinte, intitulado Bedtime Stories, gerou a faixa "Take a Bow", onde permaneceu no topo da Hot 100 por sete semanas consecutivas, a maior permanência consecutiva de uma canção da artista na tabela. O single inicial de Ray of Light, "Frozen", liderou a tabela britânica, enquanto nos Estados Unidos classificou-se na vice-liderança.
"Music", lançada como o foco de promoção inicial do projeto de mesmo nome, liderou a Hot 100 por quatro semanas consecutivas, rendendo a Madonna seu 12º e até a data o seu último tema a atingir tal feito. Em 2005, foi lançado "Hung Up" que converteu-se em um sucesso comercial mundial, liderando as tabelas musicais de 41 países e garantindo um lugar no Livro Guinness de Recordes Mundiais, juntamente com o álbum Confessions on a Dance Floor. "4 Minutes", do disco Hard Candy, liderou as tabelas de 21 países, enquanto atingiu um pico na terceira colocação da Hot 100, dando a Madonna seu 37º tema a classificar-se entre os dez primeiros da tabela, um recorde que pertencia a Elvis Presley. No Reino Unido, converteu-se em seu 13º single a atingir a liderança, a maior quantidade entre qualquer artista feminina no país. "Give Me All Your Luvin'", de MDNA (2012), tornou-se a 25ª faixa de Madonna a liderar a tabela canadense. Em 2020, "I Don't Search I Find", quarto single de Madame X (2019), converteu-se na 50ª música a listar-se no cume do Dance Club Songs. Com isso, deteu o recorde de lideranças em cinco décadas consecutivas. Além disso, "Popular" foi o 64º tema de Madonna a classificar-se entre as dez primeiras posições no Reino Unido.

## Singles

### Década de 1980
| Ano                                                                                                   | Canção                               | Posições de pico nas tabelas musicais | Posições de pico nas tabelas musicais | Posições de pico nas tabelas musicais | Posições de pico nas tabelas musicais | Posições de pico nas tabelas musicais | Posições de pico nas tabelas musicais | Posições de pico nas tabelas musicais | Posições de pico nas tabelas musicais | Posições de pico nas tabelas musicais | Posições de pico nas tabelas musicais | Vendas                                                           | Certificações | Álbum           |
| Ano                                                                                                   | Canção                               | EUA                                   | EUA Dance                             | ALE                                   | AUS                                   | CAN                                   | ESP                                   | FRA                                   | ITA                                   | RU                                    | SUI                                   | Vendas                                                           | Certificações | Álbum           |
| --- | ------------------------------------ | ------------------------------------- | ------------------------------------- | ------------------------------------- | ------------------------------------- | ------------------------------------- | ------------------------------------- | ------------------------------------- | ------------------------------------- | ------------------------------------- | ------------------------------------- | ---------------------------------------------------------------- | --- | --------------- |
| 1982                                                                                                  | "Everybody"                          | —                                     | 3                                     | —                                     | —                                     | —                                     | —                                     | —                                     | —                                     | —                                     | —                                     | - EUA: 250 000                                                   | | Madonna         |
| 1983                                                                                                  | "Burning Up" / "Physical Attraction" | —                                     | 3                                     | —                                     | 13                                    | —                                     | —                                     | —                                     | —                                     | —                                     | —                                     | - EUA: 150 000                                                   | | Madonna         |
| 1983                                                                                                  | "Holiday"                            | 16                                    | 1                                     | 9                                     | 4                                     | 32                                    | —                                     | 19                                    | 22                                    | 2                                     | 18                                    | - EUA: 260 000 - RU: 878 000                                     | - BPI: Ouro | Madonna         |
| 1983                                                                                                  | "Lucky Star"                         | 4                                     | 1                                     | —                                     | 36                                    | 8                                     | —                                     | —                                     | —                                     | 14                                    | —                                     | - RU: 117 470                                                    | | Madonna         |
| 1984                                                                                                  | "Borderline"                         | 10                                    | 4                                     | —                                     | 12                                    | 25                                    | —                                     | —                                     | —                                     | 2                                     | 23                                    | - RU: 500 000                                                    | - RIAA: Ouro - BPI: Ouro | Madonna         |
| 1984                                                                                                  | "Like a Virgin"                      | 1                                     | 1                                     | 4                                     | 1                                     | 1                                     | —                                     | 8                                     | 16                                    | 3                                     | 9                                     | - Mundo: 6 000 000 - EUA: 1 900 000 - RU: 925 000                | - RIAA: Ouro - PROMUSICAE: Ouro - BPI: Ouro                                                                                        | Like a Virgin   |
| 1985                                                                                                  | "Material Girl"                      | 2                                     | 1                                     | 13                                    | 4                                     | 4                                     | 10                                    | 47                                    | 18                                    | 3                                     | 15                                    | - EUA: 347 000 - RU: 405 000                                     | - FIMI: Ouro - PROMUSICAE: Ouro - BPI: Platina                                                                                     | Like a Virgin   |
| 1985                                                                                                  | "Crazy for You"                      | 1                                     | —                                     | 26                                    | 1                                     | 1                                     | 17                                    | 47                                    | 12                                    | 2                                     | 16                                    | - EUA: 2 000 000 - RU: 782 000                                   | - RIAA: Ouro - BPI: Ouro | Vision Quest    |
| 1985                                                                                                  | "Angel"                              | 5                                     | 1                                     | 31                                    | 1                                     | 5                                     | 2                                     | —                                     | —                                     | 5                                     | 17                                    | - RU: 205 000                                                    | - RIAA: Ouro | Like a Virgin   |
| 1985                                                                                                  | "Into the Groove"                    | —                                     | 1                                     | 3                                     | 1                                     | —                                     | 1                                     | 2                                     | 1                                     | 1                                     | 2                                     | - CAN: 100 000 - ITA: 300 000 - RU: 957 000                      | - RIAA: Ouro - BPI: Ouro - FIMI: Ouro - SNEP: Ouro                                                                                 | Like a Virgin   |
| 1985                                                                                                  | "Dress You Up"                       | 5                                     | 3                                     | 20                                    | 5                                     | 10                                    | 11                                    | 18                                    | 16                                    | 5                                     | 20                                    | - RU: 210 000                                                    | - BPI: Prata | Like a Virgin   |
| 1985                                                                                                  | "Gambler"                            | —                                     | —                                     | 25                                    | 10                                    | —                                     | —                                     | 33                                    | 3                                     | 4                                     | 23                                    | - RU: 295 000                                                    | - BPI: Prata | Vision Quest    |
| 1986                                                                                                  | "Live to Tell"                       | 1                                     | —                                     | 12                                    | 7                                     | 1                                     | —                                     | 6                                     | 1                                     | 2                                     | 4                                     | - RU: 331 000                                                    | - BPI: Prata - SNEP: Prata | True Blue       |
| 1986                                                                                                  | "Papa Don't Preach"                  | 1                                     | 4                                     | 2                                     | 1                                     | 1                                     | 4                                     | 3                                     | 1                                     | 1                                     | 2                                     | - RU: 651 000                                                    | - RIAA: Platina - BPI: Ouro - SNEP: Prata                                                                                          | True Blue       |
| 1986                                                                                                  | "True Blue"                          | 3                                     | 6                                     | 6                                     | 5                                     | 1                                     | 12                                    | 6                                     | 3                                     | 1                                     | 6                                     | - RU: 557 000                                                    | - RIAA: Ouro - ARIA: Platina - BPI: Prata - SNEP: Prata                                                                            | True Blue       |
| 1986                                                                                                  | "Open Your Heart"                    | 1                                     | 1                                     | 17                                    | 16                                    | 8                                     | —                                     | 24                                    | 6                                     | 4                                     | 11                                    | - EUA: 75 000 - RU: 195 000                                      | - BPI: Prata | True Blue       |
| 1987                                                                                                  | "La Isla Bonita"                     | 4                                     | —                                     | 1                                     | 6                                     | 1                                     | 8                                     | 1                                     | 18                                    | 1                                     | 1                                     | - EUA: 75 000 - RU: 450 000                                      | - BPI: Ouro - BVMI: Ouro - FIMI: Ouro - SNEP: Ouro - PROMUSICAE: Platina                                                           | True Blue       |
| 1987                                                                                                  | "Who's That Girl"                    | 1                                     | 44                                    | 2                                     | 7                                     | 1                                     | 6                                     | 2                                     | 1                                     | 1                                     | 2                                     | - EUA: 100 000 - CAN: 40 000 - RU: 380 000                       | - BPI: Prata - SNEP: Ouro | Who's That Girl |
| 1987                                                                                                  | "Causing a Commotion"                | 2                                     | 1                                     | 14                                    | 7                                     | 2                                     | 21                                    | —                                     | 4                                     | 4                                     | 9                                     | - RU: 230 000                                                    | | Who's That Girl |
| 1987                                                                                                  | "The Look of Love"                   | —                                     | —                                     | 34                                    | —                                     | —                                     | —                                     | 23                                    | —                                     | 9                                     | 20                                    | - RU: 121 439                                                    | | Who's That Girl |
| 1988                                                                                                  | "Spotlight"                          | —                                     | —                                     | —                                     | —                                     | —                                     | —                                     | —                                     | —                                     | —                                     | —                                     |                                                                  | | You Can Dance   |
| 1989                                                                                                  | "Like a Prayer"                      | 1                                     | 1                                     | 2                                     | 1                                     | 1                                     | 1                                     | 2                                     | 1                                     | 1                                     | 1                                     | - Mundo: 5 000 000 - EUA: 2 000 000 - FRA: 400 000 - RU: 850 500 | - RIAA: 2× Platina - ARIA: Platina - BPI: 2× Platina - BVMI: Ouro - FIMI: Ouro - PROMUSICAE: Ouro - IFPI (SUI): Ouro - SNEP: Prata | Like a Prayer   |
| 1989                                                                                                  | "Express Yourself"                   | 2                                     | 1                                     | 3                                     | 5                                     | 1                                     | 3                                     | 7                                     | 1                                     | 5                                     | 1                                     | - RU: 200 000                                                    | - RIAA: Ouro - ARIA: Ouro - BPI: Prata                                                                                             | Like a Prayer   |
| 1989                                                                                                  | "Cherish"                            | 2                                     | —                                     | 16                                    | 4                                     | 1                                     | 10                                    | 21                                    | 3                                     | 3                                     | 10                                    | - RU: 200 000                                                    | - ARIA: Ouro | Like a Prayer   |
| 1989                                                                                                  | "Oh Father"                          | 20                                    | —                                     | —                                     | 59                                    | 14                                    | —                                     | 26                                    | 6                                     | 16                                    | —                                     | - RU: 58 730                                                     | | Like a Prayer   |
| 1989                                                                                                  | "Dear Jessie"                        | —                                     | —                                     | 19                                    | 51                                    | —                                     | 17                                    | —                                     | —                                     | 5                                     | 16                                    | - RU: 255 000                                                    | - BPI: Prata | Like a Prayer   |
| "—" denota itens que não conseguiram entrar nas tabelas musicais ou não foram lançados no território. |                                      |                                       |                                       |                                       |                                       |                                       |                                       |                                       |                                       |                                       |                                       |                                                                  | |                 |

### Década de 1990
| Ano                                                                                                   | Canção                              | Posições de pico nas tabelas musicais | Posições de pico nas tabelas musicais | Posições de pico nas tabelas musicais | Posições de pico nas tabelas musicais | Posições de pico nas tabelas musicais | Posições de pico nas tabelas musicais | Posições de pico nas tabelas musicais | Posições de pico nas tabelas musicais | Posições de pico nas tabelas musicais | Posições de pico nas tabelas musicais | Vendas                                                           | Certificações                                                                                         | Álbum                                 |
| Ano                                                                                                   | Canção                              | EUA                                   | EUA Dance                             | ALE                                   | AUS                                   | CAN                                   | ESP                                   | FRA                                   | ITA                                   | RU                                    | SUI                                   | Vendas                                                           | Certificações                                                                                         | Álbum                                 |
| --- | ----------------------------------- | ------------------------------------- | ------------------------------------- | ------------------------------------- | ------------------------------------- | ------------------------------------- | ------------------------------------- | ------------------------------------- | ------------------------------------- | ------------------------------------- | ------------------------------------- | ---------------------------------------------------------------- | --- | ------------------------------------- |
| 1990                                                                                                  | "Keep It Together"                  | 8                                     | 1                                     | —                                     | 1                                     | 8                                     | —                                     | —                                     | 16                                    | —                                     | —                                     |                                                                  | - RIAA: Ouro - ARIA: 2× Platina                                                                       | Like a Prayer                         |
| 1990                                                                                                  | "Vogue"                             | 1                                     | 1                                     | 4                                     | 1                                     | 1                                     | 1                                     | 9                                     | 1                                     | 1                                     | 2                                     | - Mundo: 6 000 000 - EUA: 2 000 000 - FRA: 500 000 - RU: 663 000 | - RIAA: 3× Platina - ARIA: 2× Platina - FIMI: Ouro - BPI: Ouro - MC: Platina - SNEP: Prata            | I'm Breathless                        |
| 1990                                                                                                  | "Hanky Panky"                       | 10                                    | —                                     | 21                                    | 6                                     | 18                                    | 13                                    | —                                     | 4                                     | 2                                     | 15                                    | - RU: 210 000                                                    | - RIAA: Ouro - ARIA: Ouro - BPI: Prata                                                                | I'm Breathless                        |
| 1990                                                                                                  | "Justify My Love"                   | 1                                     | 1                                     | 10                                    | 4                                     | 1                                     | 3                                     | 17                                    | 2                                     | 2                                     | 3                                     | - EUA: 1 000 000 - RU: 275 500                                   | - RIAA: Platina - ARIA: Ouro - RU: Prata - MC: Ouro                                                   | The Immaculate Collection             |
| 1991                                                                                                  | "Rescue Me"                         | 9                                     | 6                                     | 21                                    | 15                                    | 7                                     | —                                     | 21                                    | 12                                    | 3                                     | 11                                    | - RU: 134 764                                                    | - RIAA: Ouro                                                                                          | The Immaculate Collection             |
| 1992                                                                                                  | "This Used to Be My Playground"     | 1                                     | —                                     | 6                                     | 9                                     | 1                                     | 6                                     | 7                                     | 1                                     | 3                                     | 6                                     | - RU: 275 000                                                    | - RIAA: Ouro - ARIA: Ouro - BPI: Prata                                                                | Não incluso em álbum                  |
| 1992                                                                                                  | "Erotica"                           | 3                                     | 1                                     | 13                                    | 4                                     | 13                                    | 4                                     | 23                                    | 1                                     | 3                                     | 8                                     | - RU: 270 800                                                    | - RIAA: Ouro - ARIA: Ouro                                                                             | Erotica                               |
| 1992                                                                                                  | "Deeper and Deeper"                 | 7                                     | 1                                     | 26                                    | 11                                    | 2                                     | —                                     | 17                                    | 1                                     | 6                                     | 23                                    | - RU: 136 854                                                    | - ARIA: Ouro                                                                                          | Erotica                               |
| 1993                                                                                                  | "Bad Girl"                          | 36                                    | —                                     | 47                                    | 32                                    | 20                                    | —                                     | 44                                    | 3                                     | 10                                    | 25                                    | - RU: 74 915                                                     | | Erotica                               |
| 1993                                                                                                  | "Fever"                             | —                                     | 1                                     | —                                     | 51                                    | —                                     | —                                     | 31                                    | 12                                    | 6                                     | —                                     | - RU: 86 077                                                     | | Erotica                               |
| 1993                                                                                                  | "Rain"                              | 14                                    | —                                     | 26                                    | 5                                     | 2                                     | —                                     | —                                     | 9                                     | 7                                     | 11                                    | - RU: 130 771                                                    | - ARIA: Ouro                                                                                          | Erotica                               |
| 1993                                                                                                  | "Bye Bye Baby"                      | —                                     | —                                     | —                                     | 15                                    | —                                     | —                                     | —                                     | 7                                     | —                                     | 28                                    |                                                                  | | Erotica                               |
| 1994                                                                                                  | "I'll Remember"                     | 2                                     | —                                     | 49                                    | 7                                     | 1                                     | —                                     | 40                                    | 1                                     | 7                                     | 17                                    | - Mundo: 1 000 000 - EUA: 500 000 - RU: 100 090                  | - RIAA: Ouro - ARIA: Ouro                                                                             | With Honors                           |
| 1994                                                                                                  | "Secret"                            | 3                                     | 1                                     | 29                                    | 5                                     | 1                                     | 4                                     | 2                                     | 3                                     | 5                                     | 1                                     | - RU: 117 957                                                    | - RIAA: Ouro - ARIA: Ouro - SNEP: Prata                                                               | Bedtime Stories                       |
| 1994                                                                                                  | "Take a Bow"                        | 1                                     | —                                     | 18                                    | 15                                    | 1                                     | —                                     | 25                                    | 2                                     | 16                                    | 8                                     | - EUA: 500 000 - ITA: 300 000 - RU: 102 739                      | - RIAA: Ouro                                                                                          | Bedtime Stories                       |
| 1995                                                                                                  | "Bedtime Story"                     | 42                                    | 1                                     | —                                     | 5                                     | 42                                    | —                                     | —                                     | 8                                     | 4                                     | —                                     | - RU: 97 428                                                     | | Bedtime Stories                       |
| 1995                                                                                                  | "Human Nature"                      | 46                                    | 2                                     | 50                                    | 17                                    | 64                                    | —                                     | —                                     | 10                                    | 8                                     | 17                                    | - RU: 80 685                                                     | | Bedtime Stories                       |
| 1995                                                                                                  | "You'll See"                        | 6                                     | —                                     | 15                                    | 9                                     | 2                                     | —                                     | 24                                    | 5                                     | 5                                     | 8                                     | - RU: 322 000                                                    | - RIAA: Ouro - ARIA: Ouro - BPI: Prata                                                                | Something to Remember                 |
| 1996                                                                                                  | "One More Chance"                   | —                                     | —                                     | —                                     | 35                                    | —                                     | —                                     | —                                     | 2                                     | 11                                    | —                                     | - RU: 56 851                                                     | | Something to Remember                 |
| 1996                                                                                                  | "Love Don't Live Here Anymore"      | 78                                    | 16                                    | —                                     | 27                                    | 24                                    | —                                     | 48                                    | —                                     | —                                     | —                                     |                                                                  | | Something to Remember                 |
| 1996                                                                                                  | "You Must Love Me"                  | 18                                    | —                                     | 78                                    | 11                                    | 11                                    | —                                     | 41                                    | 4                                     | 10                                    | 43                                    | - Mundo: 1 100 000 - ITA: 20 000 - RU: 90 428                    | - ARIA: Ouro                                                                                          | Evita                                 |
| 1996                                                                                                  | "Don't Cry for Me Argentina"        | 8                                     | 1                                     | 3                                     | 9                                     | 14                                    | 1                                     | 1                                     | 2                                     | 3                                     | 4                                     | - RU: 340 000                                                    | - ARIA: Ouro - BPI: Ouro - BVMI: Ouro - IFPI (SUI): Ouro - SNEP: Ouro                                 | Evita                                 |
| 1997                                                                                                  | "Another Suitcase in Another Hall"  | —                                     | —                                     | —                                     | 118                                   | —                                     | —                                     | —                                     | 4                                     | 7                                     | —                                     | - RU: 75 233                                                     | | Evita                                 |
| 1998                                                                                                  | "Frozen"                            | 2                                     | 1                                     | 2                                     | 5                                     | 2                                     | 1                                     | 2                                     | 1                                     | 1                                     | 2                                     | - EUA: 600 000 - ITA: 30 000 - RU: 602 200                       | - RIAA: Ouro - ARIA: Ouro - BPI: Platina - BVMI: Platina - FIMI: Ouro - IFPI (SUI): Ouro - SNEP: Ouro | Ray of Light                          |
| 1998                                                                                                  | "Ray of Light"                      | 5                                     | 1                                     | 28                                    | 6                                     | 3                                     | 1                                     | 18                                    | 2                                     | 2                                     | 32                                    | - EUA: 293 000 - RU: 275 000                                     | - RIAA: Ouro - ARIA: Ouro - BPI: Ouro                                                                 | Ray of Light                          |
| 1998                                                                                                  | "Drowned World/Substitute for Love" | —                                     | —                                     | 39                                    | 16                                    | —                                     | 1                                     | 42                                    | 5                                     | 10                                    | 31                                    | - RU: 90 651                                                     | | Ray of Light                          |
| 1998                                                                                                  | "The Power of Good-Bye"             | 11                                    | —                                     | 4                                     | 33                                    | 16                                    | 2                                     | 21                                    | 8                                     | 6                                     | 8                                     | - RU: 180 000                                                    | - BPI: Prata - BVMI: Ouro                                                                             | Ray of Light                          |
| 1998                                                                                                  | "Little Star"                       | —                                     | —                                     | —                                     | —                                     | —                                     | —                                     | —                                     | —                                     | 6                                     | —                                     | - RU: 180 000                                                    | - RU: Prata                                                                                           | Ray of Light                          |
| 1999                                                                                                  | "Nothing Really Matters"            | 93                                    | 1                                     | 38                                    | 15                                    | 6                                     | 1                                     | 48                                    | 7                                     | 7                                     | 26                                    | - RU: 128 137                                                    | - BPI: Prata                                                                                          | Ray of Light                          |
| 1999                                                                                                  | "Beautiful Stranger"                | 19                                    | 1                                     | 13                                    | 5                                     | 1                                     | 4                                     | 17                                    | 1                                     | 2                                     | 6                                     | - RU: 535 000                                                    | - ARIA: Ouro - BPI: Platina - SNEP: Ouro                                                              | Austin Powers: The Spy Who Shagged Me |
| "—" denota itens que não conseguiram entrar nas tabelas musicais ou não foram lançados no território. |                                     |                                       |                                       |                                       |                                       |                                       |                                       |                                       |                                       |                                       |                                       |                                                                  | |                                       |

### Década de 2000
| Ano                                                                                                   | Canção                                                         | Posições de pico nas tabelas musicais | Posições de pico nas tabelas musicais | Posições de pico nas tabelas musicais | Posições de pico nas tabelas musicais | Posições de pico nas tabelas musicais | Posições de pico nas tabelas musicais | Posições de pico nas tabelas musicais | Posições de pico nas tabelas musicais | Posições de pico nas tabelas musicais | Posições de pico nas tabelas musicais | Vendas                                                                                         | Certificações | Álbum                           |
| Ano                                                                                                   | Canção                                                         | EUA                                   | EUA Dance                             | ALE                                   | AUS                                   | CAN                                   | ESP                                   | FRA                                   | ITA                                   | RU                                    | SUI                                   | Vendas                                                                                         | Certificações | Álbum                           |
| --- | -------------------------------------------------------------- | ------------------------------------- | ------------------------------------- | ------------------------------------- | ------------------------------------- | ------------------------------------- | ------------------------------------- | ------------------------------------- | ------------------------------------- | ------------------------------------- | ------------------------------------- | ---------------------------------------------------------------------------------------------- | --- | ------------------------------- |
| 2000                                                                                                  | "American Pie"                                                 | 29                                    | 1                                     | 1                                     | 1                                     | 4                                     | 1                                     | 8                                     | 1                                     | 1                                     | 1                                     | - ITA: 70 000 - ESP: 35 000 - RU: 400 000                                                      | - ARIA: Ouro - BPI: Ouro - IFPI (SUI): Ouro - SNEP: Ouro                                                                                           | The Next Best Thing             |
| 2000                                                                                                  | "Music"                                                        | 1                                     | 1                                     | 2                                     | 1                                     | 1                                     | 1                                     | 8                                     | 1                                     | 1                                     | 1                                     | - EUA: 1 136 000 - RU: 510 000                                                                 | - RIAA: Platina - ARIA: 2× Platina - BPI: Ouro - BVMI: Ouro - IFPI (SUI): Ouro - SNEP: Ouro                                                        | Music                           |
| 2000                                                                                                  | "Don't Tell Me"                                                | 4                                     | 1                                     | 22                                    | 7                                     | 1                                     | 2                                     | 16                                    | 1                                     | 4                                     | 10                                    | - RU: 185 000                                                                                  | - RIAA: Ouro - ARIA: Platina - BPI: Prata - SNEP: Prata                                                                                            | Music                           |
| 2001                                                                                                  | "What It Feels Like for a Girl"                                | 23                                    | 1                                     | 16                                    | 6                                     | 2                                     | 1                                     | 40                                    | 2                                     | 7                                     | 11                                    | - RU: 86 771                                                                                   | - ARIA: Ouro | Music                           |
| 2002                                                                                                  | "Die Another Day"                                              | 8                                     | 1                                     | 4                                     | 5                                     | 1                                     | 1                                     | 15                                    | 1                                     | 3                                     | 1                                     | - EUA: 422 000 - RU: 175 000                                                                   | - ARIA: Ouro - BPI: Prata - MC: 2× Platina - SNEP: Prata                                                                                           | Die Another Day / American Life |
| 2003                                                                                                  | "American Life"                                                | 37                                    | 1                                     | 10                                    | 7                                     | 1                                     | 2                                     | 10                                    | 1                                     | 2                                     | 1                                     | - RU: 72 260                                                                                   | - ARIA: Ouro - SNEP: Prata | American Life                   |
| 2003                                                                                                  | "Hollywood"                                                    | —                                     | 1                                     | 21                                    | 16                                    | 5                                     | 2                                     | 22                                    | 3                                     | 2                                     | 2                                     | - RU: 59 633                                                                                   | | American Life                   |
| 2003                                                                                                  | "Me Against the Music" (Britney Spears com a part. de Madonna) | 35                                    | 1                                     | 5                                     | 1                                     | 2                                     | 1                                     | 11                                    | 2                                     | 2                                     | 4                                     | - EUA: 341 000 - RU: 240 000                                                                   | - RIAA: Ouro - BPI: Prata - ARIA: Platina | In the Zone                     |
| 2003                                                                                                  | "Nothing Fails"                                                | —                                     | 1                                     | 36                                    | —                                     | 7                                     | 1                                     | 34                                    | 7                                     | —                                     | 41                                    | - EUA: 10 000                                                                                  | | American Life                   |
| 2003                                                                                                  | "Love Profusion"                                               | —                                     | 1                                     | —                                     | 25                                    | 3                                     | 1                                     | 25                                    | 5                                     | 11                                    | 31                                    | - RU: 41 025                                                                                   | | American Life                   |
| 2005                                                                                                  | "Hung Up"                                                      | 7                                     | 1                                     | 1                                     | 1                                     | 1                                     | 1                                     | 1                                     | 1                                     | 1                                     | 1                                     | - Mundo: 5 000 000 - EUA: 1 400 000 - ALE: 500 000 - FRA: 500 000 - ITA: 100 000 - RU: 730 000 | - RIAA: Platina - ARIA: Platina - BPI: 2× Platina - BVMI: 3× Ouro - FIMI: Ouro - PROMUSICAE: Ouro - IFPI (SUI): Ouro - MC: 2× Platina - SNEP: Ouro | Confessions on a Dance Floor    |
| 2006                                                                                                  | "Sorry"                                                        | 58                                    | 1                                     | 5                                     | 4                                     | 4                                     | 1                                     | 5                                     | 1                                     | 1                                     | 4                                     | - EUA: 366 000 - RU: 200 000                                                                   | - BPI: Prata - MC: Platina | Confessions on a Dance Floor    |
| 2006                                                                                                  | "Get Together"                                                 | —                                     | 1                                     | 28                                    | 13                                    | 27                                    | 1                                     | 23                                    | 2                                     | 7                                     | 16                                    | - ITA: 10 000 - RU: 67 163                                                                     | | Confessions on a Dance Floor    |
| 2006                                                                                                  | "Jump"                                                         | —                                     | 1                                     | 23                                    | 29                                    | 39                                    | 3                                     | —                                     | 1                                     | 9                                     | 21                                    | - EUA: 39 000 - RU: 52 038                                                                     | | Confessions on a Dance Floor    |
| 2007                                                                                                  | "Hey You"                                                      | —                                     | —                                     | —                                     | —                                     | 57                                    | —                                     | —                                     | 36                                    | 187                                   | 55                                    |                                                                                                | | Não incluso em álbum            |
| 2008                                                                                                  | "4 Minutes" (com a part. de Justin Timberlake e Timbaland)     | 3                                     | 1                                     | 1                                     | 1                                     | 1                                     | 1                                     | 2                                     | 1                                     | 1                                     | 1                                     | - Mundo: 5 000 000 - EUA: 3 100 000 - CAN: 143 000 - FRA: 240 000 - ITA: 77 561 - RU: 627 000  | - RIAA: 2× Platina - ARIA: Platina - BPI: Platina - BVMI: Platina - FIMI: Ouro - PROMUSICAE: 2× Platina                                            | Hard Candy                      |
| 2008                                                                                                  | "Give It 2 Me"                                                 | 57                                    | 1                                     | 8                                     | 23                                    | 8                                     | 1                                     | 5                                     | 3                                     | 7                                     | 4                                     | - EUA: 316 000 - ITA: 78 863 - RU: 170 000                                                     | - BPI: Prata | Hard Candy                      |
| 2008                                                                                                  | "Miles Away"                                                   | —                                     | 2                                     | 11                                    | —                                     | 23                                    | 1                                     | 54                                    | 26                                    | 39                                    | 32                                    |                                                                                                | | Hard Candy                      |
| 2009                                                                                                  | "Celebration"                                                  | 71                                    | 1                                     | 5                                     | 40                                    | 5                                     | 17                                    | 2                                     | 1                                     | 3                                     | 4                                     | - EUA: 192 000                                                                                 | - FIMI: Platina | Celebration                     |
| 2009                                                                                                  | "Revolver" (com a part. de Lil Wayne)                          | —                                     | 4                                     | —                                     | —                                     | 47                                    | 39                                    | 25                                    | 16                                    | 130                                   | —                                     |                                                                                                | - FIMI: Ouro | Celebration                     |
| "—" denota itens que não conseguiram entrar nas tabelas musicais ou não foram lançados no território. |                                                                |                                       |                                       |                                       |                                       |                                       |                                       |                                       |                                       |                                       |                                       |                                                                                                | |                                 |

### Década de 2010
| Ano                                                                                                   | Canção                                                          | Posições de pico nas tabelas musicais | Posições de pico nas tabelas musicais | Posições de pico nas tabelas musicais | Posições de pico nas tabelas musicais | Posições de pico nas tabelas musicais | Posições de pico nas tabelas musicais | Posições de pico nas tabelas musicais | Posições de pico nas tabelas musicais | Posições de pico nas tabelas musicais | Posições de pico nas tabelas musicais | Vendas                                  | Certificações                | Álbum       |
| Ano                                                                                                   | Canção                                                          | EUA                                   | EUA Dance                             | ALE                                   | AUS                                   | CAN                                   | ESP                                   | FRA                                   | ITA                                   | RU                                    | SUI                                   | Vendas                                  | Certificações                | Álbum       |
| --- | --------------------------------------------------------------- | ------------------------------------- | ------------------------------------- | ------------------------------------- | ------------------------------------- | ------------------------------------- | ------------------------------------- | ------------------------------------- | ------------------------------------- | ------------------------------------- | ------------------------------------- | --------------------------------------- | ---------------------------- | ----------- |
| 2012                                                                                                  | "Give Me All Your Luvin'" (com a part. de Nicki Minaj e M.I.A.) | 10                                    | 1                                     | 8                                     | 25                                    | 1                                     | 2                                     | 3                                     | 2                                     | 37                                    | 6                                     | - FRA: 29 816 - RU: 43 750              | - RIAA: Ouro - FIMI: Platina | MDNA        |
| 2012                                                                                                  | "Girl Gone Wild"                                                | —                                     | 1                                     | —                                     | 93                                    | 42                                    | 7                                     | 13                                    | 4                                     | 73                                    | 29                                    | - EUA: 22 000 - RU: 3 557               | - FIMI: Platina              | MDNA        |
| 2012                                                                                                  | "Masterpiece"                                                   | —                                     | —                                     | —                                     | —                                     | —                                     | —                                     | —                                     | —                                     | 68                                    | —                                     |                                         |                              | MDNA        |
| 2012                                                                                                  | "Turn Up the Radio"                                             | —                                     | 1                                     | —                                     | —                                     | —                                     | 30                                    | —                                     | 58                                    | 175                                   | —                                     |                                         |                              | MDNA        |
| 2014                                                                                                  | "Living for Love"                                               | —                                     | 1                                     | 40                                    | 157                                   | 92                                    | 21                                    | 50                                    | 30                                    | 26                                    | 49                                    | - EUA: 41 000 - FRA: 7 000 - RU: 17 936 | - FIMI: Ouro                 | Rebel Heart |
| 2015                                                                                                  | "Ghosttown"                                                     | —                                     | 1                                     | 34                                    | —                                     | —                                     | 41                                    | 34                                    | 20                                    | 117                                   | 39                                    |                                         | - FIMI: Platina              | Rebel Heart |
| 2015                                                                                                  | "Bitch I'm Madonna" (com a part. de Nicki Minaj)                | 84                                    | 1                                     | —                                     | —                                     | 58                                    | 49                                    | 90                                    | —                                     | —                                     | —                                     | - EUA: 51 000                           |                              | Rebel Heart |
| 2015                                                                                                  | "Hold Tight"                                                    | —                                     | —                                     | —                                     | —                                     | —                                     | —                                     | 92                                    | —                                     | —                                     | —                                     |                                         |                              | Rebel Heart |
| 2019                                                                                                  | "Medellín" (com a part. de Maluma)                              | —                                     | 1                                     | —                                     | —                                     | —                                     | 67                                    | —                                     | 37                                    | 87                                    | 69                                    | - EUA: 5 000                            | - FIMI: Ouro                 | Madame X    |
| 2019                                                                                                  | "Crave" (com a part. de Swae Lee)                               | —                                     | 1                                     | —                                     | —                                     | —                                     | —                                     | —                                     | —                                     | —                                     | —                                     |                                         |                              | Madame X    |
| 2019                                                                                                  | "I Rise"                                                        | —                                     | 1                                     | —                                     | —                                     | —                                     | —                                     | —                                     | —                                     | —                                     | —                                     |                                         |                              | Madame X    |
| "—" denota itens que não conseguiram entrar nas tabelas musicais ou não foram lançados no território. |                                                                 |                                       |                                       |                                       |                                       |                                       |                                       |                                       |                                       |                                       |                                       |                                         |                              |             |

### Década de 2020
| Ano                                                                                                   | Canção                                                                                     | Posições de pico nas tabelas musicais | Posições de pico nas tabelas musicais | Posições de pico nas tabelas musicais | Posições de pico nas tabelas musicais | Posições de pico nas tabelas musicais | Posições de pico nas tabelas musicais | Posições de pico nas tabelas musicais | Posições de pico nas tabelas musicais | Posições de pico nas tabelas musicais | Posições de pico nas tabelas musicais | Vendas       | Certificações                                                                                  | Álbum                   |
| Ano                                                                                                   | Canção                                                                                     | EUA                                   | EUA D/E                               | ALE                                   | AUS                                   | CAN                                   | ESP                                   | FRA                                   | ITA                                   | RU                                    | SUI                                   | Vendas       | Certificações                                                                                  | Álbum                   |
| --- | ------------------------------------------------------------------------------------------ | ------------------------------------- | ------------------------------------- | ------------------------------------- | ------------------------------------- | ------------------------------------- | ------------------------------------- | ------------------------------------- | ------------------------------------- | ------------------------------------- | ------------------------------------- | ------------ | ---------------------------------------------------------------------------------------------- | ----------------------- |
| 2020                                                                                                  | "I Don't Search I Find"                                                                    | —                                     | 30                                    | —                                     | —                                     | —                                     | —                                     | —                                     | —                                     | —                                     | —                                     |              |                                                                                                | Madame X                |
| 2020                                                                                                  | "Levitating (The Blessed Madonna Remix)" (Dua Lipa com a part. de Madonna e Missy Elliott) | —                                     | 6                                     | —                                     | 35                                    | —                                     | 71                                    | —                                     | 47                                    | —                                     | —                                     | - EUA: 7 000 |                                                                                                | Club Future Nostalgia   |
| 2021                                                                                                  | "Frozen (Sickick Remix)"                                                                   | —                                     | 10                                    | —                                     | —                                     | —                                     | —                                     | 64                                    | —                                     | —                                     | —                                     | - EUA: 1 800 | - SNEP: Ouro                                                                                   | Não incluso em álbum    |
| 2022                                                                                                  | "Break My Soul (The Queens Remix)" (com Beyoncé)                                           | —                                     | —                                     | —                                     | —                                     | —                                     | —                                     | —                                     | —                                     | —                                     | —                                     |              |                                                                                                | Não incluso em álbum    |
| 2022                                                                                                  | "Back That Up to the Beat"                                                                 | —                                     | —                                     | —                                     | —                                     | —                                     | —                                     | —                                     | —                                     | —                                     | —                                     |              |                                                                                                | Não incluso em álbum    |
| 2023                                                                                                  | "Popular" (com The Weeknd e Playboi Carti)                                                 | 43                                    | —                                     | 21                                    | 8                                     | 10                                    | —                                     | 77                                    | 96                                    | 10                                    | 11                                    | - EUA: 4 000 | - RIAA: Platina - SNEP: Platina - BVMI: Ouro - FIMI: Platina - PROMUSICAE: Ouro - BPI: Platina | The Highlights (Deluxe) |
| 2023                                                                                                  | "Vulgar" (com Sam Smith)                                                                   | —                                     | 11                                    | —                                     | —                                     | —                                     | —                                     | —                                     | —                                     | 69                                    | —                                     | - EUA: 3 000 |                                                                                                | Não incluso em álbum    |
| "—" denota itens que não conseguiram entrar nas tabelas musicais ou não foram lançados no território. |                                                                                            |                                       |                                       |                                       |                                       |                                       |                                       |                                       |                                       |                                       |                                       |              |                                                                                                |                         |

## Singlespromocionais
| 1985                                                                                                  | "Over and Over"                                 | —  | —  | — | —  | —  | —  | —  | —  | —   | —  | Like a Virgin         |
| 1986                                                                                                  | "Where's the Party"                             | —  | —  | — | —  | —  | —  | —  | —  | —   | —  | True Blue             |
| 1987                                                                                                  | "You Can Dance (LP Cuts)"                       | 1  | —  | — | —  | —  | —  | —  | —  | —   | —  | You Can Dance         |
| 1990                                                                                                  | "Pray for Spanish Eyes"                         | —  | —  | — | —  | —  | —  | —  | —  | —   | —  | Like a Prayer         |
| 1992                                                                                                  | "Erotic"                                        | —  | —  | — | —  | —  | —  | —  | —  | —   | —  | Não incluso em álbum  |
| 1995                                                                                                  | "I Want You" (com Massive Attack)               | —  | —  | — | —  | —  | —  | —  | —  | —   | —  | Something to Remember |
| 1997                                                                                                  | "Buenos Aires" (Remix)                          | 3  | —  | — | —  | —  | —  | —  | —  | —   | —  | Evita                 |
| 1998                                                                                                  | "Sky Fits Heaven"                               | 41 | —  | — | —  | —  | —  | —  | —  | —   | —  | Ray of Light          |
| 2000                                                                                                  | "Skin"                                          | —  | —  | — | —  | —  | —  | —  | —  | —   | —  | Ray of Light          |
| 2000                                                                                                  | "Amazing"                                       | —  | —  | — | —  | —  | —  | —  | —  | —   | —  | Music                 |
| 2001                                                                                                  | "Impressive Instant"                            | 1  | —  | — | —  | —  | —  | —  | —  | —   | —  | Music                 |
| 2001                                                                                                  | "GHV2 Megamix"                                  | 5  | —  | — | —  | —  | —  | —  | —  | —   | —  | GHV2                  |
| 2003                                                                                                  | "Into the Hollywood Groove" (com Missy Elliott) | —  | —  | — | —  | —  | —  | —  | —  | —   | —  | Remixed & Revisited   |
| 2003                                                                                                  | "Nobody Knows Me"                               | 4  | —  | — | —  | 49 | —  | —  | —  | —   | —  | American Life         |
| 2005                                                                                                  | "Imagine" (ao vivo)                             | —  | —  | — | —  | —  | —  | —  | —  | —   | —  | Não incluso em álbum  |
| 2005                                                                                                  | "Mother and Father"                             | 9  | —  | — | —  | —  | —  | —  | —  | —   | —  | American Life         |
| 2012                                                                                                  | "Broken"                                        | —  | —  | — | —  | —  | —  | —  | —  | —   | —  | Não incluso em álbum  |
| 2012                                                                                                  | "Love Spent"                                    | —  | —  | — | —  | —  | —  | —  | —  | 157 | —  | MDNA                  |
| 2012                                                                                                  | "Superstar"                                     | —  | —  | — | —  | —  | —  | —  | —  | 150 | —  | MDNA                  |
| 2019                                                                                                  | "Future" (com Quavo)                            | —  | —  | — | 24 | —  | 50 | 16 | 30 | —   | 33 | Madame X              |
| 2019                                                                                                  | "Dark Ballet"                                   | —  | —  | — | —  | —  | —  | —  | —  | —   | 83 | Madame X              |
| 2022                                                                                                  | "Material Gworrllllllll!" (com Saucy Santana)   | —  | —  | — | —  | —  | —  | —  | —  | —   | 69 | Não incluso em álbum  |
| 2022                                                                                                  | "Hung Up on Tokischa" (com a part. de Tokischa) | —  | 12 | 8 | —  | —  | —  | —  | —  | —   | 55 | Não incluso em álbum  |
| 2025                                                                                                  | "Skin" (The Collaboration Remix Edit)           | —  | —  | — | —  | —  | —  | —  | —  | —   | —  | Veronica Electronica  |
| "—" denota itens que não conseguiram entrar nas tabelas musicais ou não foram lançados no território. |                                                 |    |    |   |    |    |    |    |    |     |    |                       |

## Outras entradas nas tabelas
| 1987                                                                                                  | "Santa Baby"                                              | 44 | —  | —  | —  | —  | —   | —  | —   | —  | —   | A Very Special Christmas |
| 2008                                                                                                  | "Candy Shop"                                              | —  | —  | —  | —  | 21 | —   | —  | —   | —  | —   | Hard Candy               |
| 2008                                                                                                  | "She's Not Me"                                            | —  | —  | —  | —  | 17 | —   | —  | —   | —  | —   | Hard Candy               |
| 2008                                                                                                  | "Beat Goes On" (com a part. de Kanye West)                | —  | —  | —  | 82 | 12 | —   | —  | —   | —  | 189 | Hard Candy               |
| 2009                                                                                                  | "It's So Cool"                                            | —  | —  | —  | —  | 8  | —   | 20 | —   | —  | 107 | Celebration              |
| 2012                                                                                                  | "Gang Bang"                                               | —  | —  | 30 | —  | —  | 93  | —  | 103 | —  | —   | MDNA                     |
| 2012                                                                                                  | "I Don't Give A" (com a part. de Nicki Minaj)             | —  | —  | —  | —  | —  | —   | —  | 126 | —  | —   | MDNA                     |
| 2012                                                                                                  | "I'm Addicted"                                            | —  | —  | —  | —  | —  | —   | —  | 134 | —  | —   | MDNA                     |
| 2012                                                                                                  | "Some Girls"                                              | —  | —  | —  | —  | —  | —   | —  | 154 | —  | —   | MDNA                     |
| 2012                                                                                                  | "Beautiful Killer"                                        | —  | —  | —  | —  | —  | —   | —  | 163 | —  | —   | MDNA                     |
| 2012                                                                                                  | "I'm a Sinner"                                            | —  | —  | —  | —  | —  | —   | —  | 175 | —  | —   | MDNA                     |
| 2012                                                                                                  | "Falling Free"                                            | —  | —  | —  | —  | —  | —   | —  | 181 | —  | —   | MDNA                     |
| 2012                                                                                                  | "I Fucked Up"                                             | —  | —  | —  | —  | —  | —   | —  | 186 | —  | —   | MDNA                     |
| 2012                                                                                                  | "B-Day Song" (com a part. de M.I.A.)                      | —  | —  | —  | —  | —  | —   | —  | 187 | —  | —   | MDNA                     |
| 2012                                                                                                  | "Best Friend"                                             | —  | —  | —  | —  | —  | —   | —  | 193 | —  | —   | MDNA                     |
| 2014                                                                                                  | "Devil Pray"                                              | —  | —  | —  | —  | 16 | 62  | 43 | —   | —  | —   | Rebel Heart              |
| 2014                                                                                                  | "Unapologetic Bitch"                                      | —  | —  | 14 | —  | 19 | 91  | —  | —   | —  | —   | Rebel Heart              |
| 2014                                                                                                  | "Illuminati"                                              | —  | —  | 16 | —  | 20 | 92  | —  | —   | —  | —   | Rebel Heart              |
| 2015                                                                                                  | "Joan of Arc"                                             | —  | —  | —  | —  | —  | 76  | —  | —   | —  | —   | Rebel Heart              |
| 2015                                                                                                  | "Iconic" (com a part. de Chance the Rapper e Mike Tyson)  | —  | —  | —  | —  | 30 | 114 | —  | —   | —  | —   | Rebel Heart              |
| 2018                                                                                                  | "Champagne Rosé" (Quavo com a part. de Madonna e Cardi B) | —  | 20 | —  | —  | —  | —   | —  | —   | —  | —   | Quavo Huncho             |
| 2019                                                                                                  | "Faz Gostoso" (com a part. de Anitta)                     | —  | —  | —  | —  | —  | —   | —  | —   | 53 | —   | Madame X                 |
| 2023                                                                                                  | "Sorry (Remix)" (com Blond:ish, Eran Hersh e Darmon)      | —  | —  | 39 | —  | —  | —   | —  | —   | —  | —   | Não incluso em álbum     |
| "—" denota itens que não conseguiram entrar nas tabelas musicais ou não foram lançados no território. |                                                           |    |    |    |    |    |     |    |     |    |     |                          |